# Густаво Сангаре
Густаво Фабріс Сангаре (фр. Gustavo Fabrice Sangaré, нар. 8 листопада 1996) — буркінійський футболіст, півзахисник клубу «Кевії-Руан» та національної збірної Буркіна-Фасо.

## Клубна кар'єра
Розпочав займатись футболом на батьківщині у клубі «Салітас», з якого потрапив до академії французького «Фронтіньяна».
2018 року потрапив до структури клубу «Кевії-Руан» і став виступати за резервну команду, а у 2019 році був переведений до першої команди, що грала у Національному чемпіонаті, третьому за рівнем дивізіоні Франції. 2021 року він допоміг команді посісти 2 місце та вийти до Ліги 2.

## Міжнародна кар'єра
Дебютував у складі національної збірної Буркіна-Фасо 12 червня 2021 року у товариській грі проти Марокко (0:1).
На початку 2022 року потрапив до заявки збірної на Кубок африканських націй у Камеруні. Там 9 січня у матчі-відкритті проти Камеруну Сангаре забив гол, який став дебютним на турнірі, втім буркінійці згодом двічі пропустили і програли той матч.

## Титули і досягнення
- Чемпіон Вірменії (1):

«Ноах»: 2024-25
- Володар Кубка Вірменії (1):

«Ноах»: 2024-25